# مقاييس إكمال العبارة
مقاييس إكمال العبارة هي نوع من المقياس النفسي المستخدم في الاستبيانات. ومقاييس إكمال العبارات، التي تم تطويرها استجابة للمشاكل المرتبطة بمقاييس ليكرت، هي عبارة عن إجراءات موجزة أحادية الأبعاد والتي تستغل البيانات ذات المستوى الترتيبي بطريقة تقرب بين البيانات ذات المستوى الفاصل. 

## نظرة عامة على طريقة إكمال العبارات
يتألف إكمال العبارة من عبارة يتبعها مفتاح استجابة مكون من 11 نقطة. تقدم العبارة جزءًا من المفهوم. وتحديد الرد على مفتاح الاستغ67ق5غعت9ف

## نموذج من السؤال باستخدام طريقة إكمال العبارة
إنني أدرك وجود الله
```
  
مطلقًا
                                                                       
على الدوام
                                                                            
   0	    1	    2	    3	    4	    5	    6	    7	    8	    9	    10
```

## تسجيل الدرجات والتحليل
بعد الانتهاء من الاستبيان يتم تجميع درجات كل عنصر للحصول على مجموع درجات الاختبار الخاصة بالمجيب. وبالتالي، غالبًا ما تُعتبر إكمالات العبارات، مثل مقاييس ليكرت، مقاييس تلخيصية.

## مستوى القياس
تمثل فئات الاستجابة مستوى قياس ترتيبي. ومع ذلك، تتباين البيانات ذات المستوى الترتيبي من حيث مدى نجاحها في تقارب البيانات ذات المستوى الفاصل. وباستخدام التواصل العددي كمفتاح استجابة بدلاً من المشاعر التي تعكس كثافة الاتفاق، قد يكون المستجيبون قادرين على قياس استجاباتهم في وحدات متساوية أكثر.